# Салеев, Евгений Сергеевич
Евгений Сергеевич Салеев (род. 19 января 1989, Саранск) — российский борец греко-римского стиля, чемпион России, призёр чемпионатов России и мира, чемпион Европейских игр 2015 года, мастер спорта России международного класса.
В 2013 году стал бронзовым призёром чемпионата России. В 2014 году вновь стал бронзовым призёром чемпионата России, а также обладателем серебряной медали чемпионата мира.

## Спортивные достижения
- Чемпионат России по греко-римской борьбе 2013 года — ;
- Гран-при Ивана Поддубного 2013 года — ;
- Чемпионат России по греко-римской борьбе 2014 года — ;
- Чемпионат России по греко-римской борьбе 2015 года — ;
- Гран-при Ивана Поддубного 2016 года — ;
- Гран-при Ивана Поддубного 2017 года — ;
- Чемпионат России по греко-римской борьбе 2017 года — ;